# Richard Jaydes Warwick
Richard Jaydes Warwick (14 de septiembre de 1957) es un deportista estadounidense que compitió en taekwondo.
Ganó tres medallas en el Campeonato Mundial de Taekwondo entre los años 1983 y 1987, y dos medallas en el Campeonato Panamericano de Taekwondo en los años 1982 y 1986. En los Juegos Panamericanos de 1987 consiguió una medalla de bronce.

## Palmarés internacional
| Campeonato Mundial      | Campeonato Mundial            | Campeonato Mundial | Campeonato Mundial |
| Año                     | Lugar                         | Medalla            | Categoría          |
| ----------------------- | ----------------------------- | ------------------ | ------------------ |
| 1983                    | Copenhague (Dinamarca)        | Medalla de bronce  | –78 kg             |
| 1985                    | Seúl (Corea del Sur)          | Medalla de bronce  | –76 kg             |
| 1987                    | Barcelona (España)            | Medalla de bronce  | –76 kg             |
| Juegos Panamericanos    |                               |                    |                    |
| Año                     | Lugar                         | Medalla            | Categoría          |
| 1987                    | Indianápolis (Estados Unidos) | Medalla de bronce  | –76 kg             |
| Campeonato Panamericano |                               |                    |                    |
| Año                     | Lugar                         | Medalla            | Categoría          |
| 1982                    | Ponce (Puerto Rico)           | Medalla de plata   | –78 kg             |
| 1986                    | Guayaquil (Ecuador)           | Medalla de oro     | –76 kg             |